# 이사하야시
이사하야시(일본어: 諫早市)는 일본 나가사키현 중앙부에 있는 시이다. 인구로는 나가사키시, 사세보시의 뒤를 이어 나가사키현 내에서 3위, 규슈 내에서는 12위이다. 이사하야만 간척 사업으로 유명해진 이사하야만과도 접한다.
2005년 3월 1일에 기타타카키군 이모리정, 모리야마정, 다카키정, 고나가이정 및 니시소노기군 다라미정과 합병해 인구 14만 명의 도시가 되었다. 이로 인해 일찍이 이사하야시도 속했던 기타타카키군은 소속하는 자치체가 없어져 소멸했다.

## 지리
나가사키현 중앙부에 위치한다. 북쪽으로 오무라시 및 사가현 후지쓰군 다라정, 서쪽으로 나가사키시와 니시소노기군 나가요정, 동쪽으로 운젠시와 접한다.
북쪽에는 다라 산계의 산지가 우뚝 솟아 있으며 서쪽은 나가사키 반도, 남쪽은 시마바라 반도의 각각 밑동에 해당한다. 북동부는 북서쪽으로 오무라만, 동쪽으로 아리아케해(이사하야만), 남쪽으로 다치바나만 등 3면이 바다로 둘러싸여 있다.

## 역사
에도 시대에는 사가번의 지번인 이사하야번이 놓여 있었다.
- 1889년 4월 1일 - 정촌제 시행으로 기타타카기군 이사하야정이 성립하였다.
- 1923년 4월 1일 - 이사하야정·기타이사하야촌·이사하야촌이 합병해 새로운 이사하야정이 성립하였다.
- 1940년 9월 1일 - 이사하야정·오구리촌·오노촌·우키촌·마쓰야마촌·모토노촌·나가타촌이 신설 합병해 시로 승격하면서 이사하야시가 되었다.
- 2005년 3월 1일 - 이사하야시·이모리정·모리야마정·다카키정·고나가이정·다라미정이 신설 합병해 현재의 이사하야시가 되었다.

## 교통

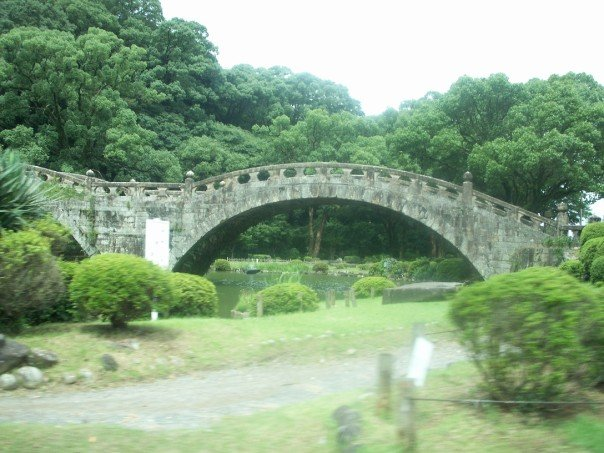
이사하야 공원

### 철도
- 규슈 여객철도
  - 나가사키 본선
  - 오무라선

- 시마바라 철도
  - 시마바라 철도선

### 도로
- 나가사키 자동차도
- 국도 34호선
- 국도 57호선
- 국도 207호선
- 국도 251호선

## 자매 도시
- 일본 시마네현 이즈모시(1981년 7월 28일)
- 일본 오카야마현 쓰야마시(1981년 7월 28일)
- 중국 푸젠성 장저우시